# سباستیانو گیرلی
سباستیانو گیرلی (انگلیسی: Sebastiano Girelli؛ زادهٔ ۳ فوریهٔ ۱۹۸۴) بازیکن فوتبال اهل ایتالیا است.
از باشگاه‌هایی که در آن بازی کرده‌است می‌توان به باشگاه فوتبال پارما، باشگاه فوتبال رجانا، و باشگاه فوتبال ساسولو اشاره کرد.
وی همچنین در تیم ملی فوتبال Italy U-20 Serie C بازی کرده‌است.